# خوان خوزه بایستا
خوان خوزه بایِستا مونیوس (اسپانیایی: Juan José Ballesta Muñoz‎؛ زادهٔ ۱۲ نوامبر ۱۹۸۷) با نام هنری خوانخو بایِستا (اسپانیایی: Juanjo Ballesta‎) بازیگر اهل اسپانیا است. وی زادهٔ شهر پارلا است اما در تولدو بزرگ شد و نخستین بار در سال ۲۰۰۰ با بازی در اولین فیلم بلندش بولا و کسب «جایزهٔ گویای بهترین بازیگر نوظهور» به شهرت رسید. وی از سال ۱۹۹۷ در بیش از ۱۶ فیلم و سریال تلویزیونی بازی کرده است.
از فیلم‌ها یا مجموعه‌های تلویزیونی که وی در آن‌ها نقش داشته است، می‌توان به حمله به بانک مرکزی، بولا و افسانه هیسپانیا اشاره نمود.